# Рослий Микола Леонідович
Микóла Леонідович Рóслий (позивний «Лякó»; 26 січня 1992, Охотникове, Євпаторійський район, АР Крим, Україна — 30 жовтня 2022, Водяне, Покровський район, Донецька область, Україна) — український доброволець, старший лейтенант (посмертно). Офіцер штурмової роти, 711-го полку охорони Державної спеціальної служби транспорту. Учасник російсько-української війни.
Нагороджений орденом «За мужність» ІІІ ступеня (посмертно) та медаллю «Хрест свободи».

## Життєпис
Народився 26 січня 1992 року в селі Охотникове, Автономної Республіки Крим.
Закінчив Національну академію внутрішніх справ та здобув ступінь магістра з права. Працював на фірмі з продажу товарів. Захоплювався спортом, зокрема займався боксом, брав участь у змаганнях.

### Російське вторгнення в Україну
Ляко — так називала Миколу його племінниця та хрещениця Галинка, якій ще не виходило сказати «Коля». Він безмежно її любив. Коли пішов на фронт, то за псевдо взяв собі це миле слово — Ляко. Воно нагадувало йому про рідних і дім, який він захищав від ворога.
Захищав Україну у лавах 711-го полку охорони Державної спеціальної служби транспорту МОУ. Командував штурмовим взводом.
30 жовтня 2022 року під час виконання бойового завдання Ляко зазнав смертельних осколкових поранень під час артобстрілу. Він поліг поблизу села Водяне на Донеччині.
Миколу поховано на Берковецькому кладовищі в Києві.

## Сім'я
У Миколи залишилися батьки, дружина, син і донька.

## Нагороди
- Орден «За мужність» ІІІ ступеня (посмертно)[1]
- Медаль «Хрест свободи».

## Військові звання
- Старший лейтенант (посметрно)
- Лейтенант (2022)